# ITF Women’s World Tennis Tour 2021 (Juli–September)
In den folgenden Tabellen werden die Tennisturniere des dritten Quartals der ITF Women’s World Tennis Tour 2021 dargestellt.

## Turnierplan
| Kategorien            | Kategorien           |
| World Tennis Tour 25+ | World Tennis Tour 15 |
| --------------------- | -------------------- |
| W100                  | —                    |
| W80                   | —                    |
| W60                   | —                    |
| W25                   | —                    |
| —                     | W15                  |

### Juli
| Datum 1 | Turnierort                                                        | Siegerin Einzel            | Siegerinnen Doppel                          |
| ------- | ----------------------------------------------------------------- | -------------------------- | ------------------------------------------- |
| 5.7.    | Contrexéville Grand Est Open 88 2021                              | Anhelina Kalinina          | Anna Danilina Ulrikke Eikeri                |
| 5.7.    | Amstelveen Amstelveen Women’s Open 2021                           | Quirine Lemoine            | Suzan Lamens Quirine Lemoine                |
| 5.7.    | Turin                                                             | Diane Parry                | Federica Di Sarra Camilla Rosatello         |
| 5.7.    | Lissabon                                                          | Lulu Sun                   | Han Na-lae Momoko Kobori                    |
| 5.7.    | Nur-Sultan                                                        | Anastassija Tichonowa      | Mariam Bolkwadse Jekaterina Jaschina        |
| 5.7.    | Prokuplje                                                         | Darja Semeņistaja          | Karola Patricia Bejenaru Wiktorija Dema     |
| 5.7.    | Monastir                                                          | Elizabeth Mandlik          | Dalayna Hewitt Alana Smith                  |
| 12.7.   | Vitoria-Gasteiz World Tennis Tour W60 Open Araba en Femenino 2021 | Rebeka Masarova            | Olivia Gadecki Rebeka Masarova              |
| 12.7.   | Biarritz Engie Open de Biarritz Pays Basque 2021                  | Francesca Jones            | Oxana Selechmetjewa Daniela Vismane         |
| 12.7.   | Nur-Sultan President’s Cup 2021                                   | Mariam Bolkwadse           | Alina Tscharajewa Marija Timofejewa         |
| 12.7.   | Telawi                                                            | Suzan Lamens               | Lina Gjorcheska Walerija Strachowa          |
| 12.7.   | Evansville                                                        | Rebecca Marino             | Kylie Collins Robin Montgomery              |
| 12.7.   | Tarvis                                                            | Cristina Dinu              | Caijsa Wilda Hennemann Nika Radišić         |
| 12.7.   | Almada                                                            | Alexa Graham               | Ingrid Gamarra Martins Olga Parres Azcoitia |
| 12.7.   | Monastir                                                          | Eliessa Vanlangendonck     | Dalayna Hewitt Alana Smith                  |
| 19.7.   | Olmütz ITS Cup Olomouc Open 2021                                  | Sára Bejlek                | Jessie Aney Anna Sisková                    |
| 19.7.   | Kiew                                                              | Chloé Paquet               | Jang Su-jeong Bojana Marinković             |
| 19.7.   | Telawi                                                            | Valentini Grammatikopoulou | Eva Vedder Stéphanie Visscher               |
| 19.7.   | Les Contamines-Montjoie                                           | Ylena In-Albon             | Diāna Marcinkēviča Chiara Scholl            |
| 19.7.   | Monastir                                                          | Dalayna Hewitt             | Tiphanie Fiquet Akvilė Paražinskaitė        |
| 19.7.   | Moskau                                                            | Nigina Abduraimova         | Darja Mischina Anna Morgina                 |
| 19.7.   | Don Benito                                                        | Olga Parres Azcoitia       | Lucía Cortez Llorca Olga Parres Azcoitia    |
| 19.7.   | Kairo                                                             | Leyre Romero Gormaz        | Claudia Hoste Ferrer Leyre Romero Gormaz    |
| 19.7.   | Amarante                                                          | Mei Yamaguchi              | Océane Babel Lucie Nguyen Tan               |
| 26.7.   | Versmold Reinert Open 2021                                        | Elina Awanessjan           | Anna Danilina Walerija Strachowa            |
| 26.7.   | Grodzisk Mazowiecki Kozerki Open 2021                             | Ekaterine Gorgodse         | Bárbara Gatica Rebeca Pereira               |
| 26.7.   | Monastir                                                          | Ayumi Koshiishi            | Katarina Kozarov Lauren Proctor             |
| 26.7.   | Cordenons                                                         | Mana Kawamura              | Martina Colmegna Amy Zhu                    |
| 26.7.   | Knokke                                                            | Séléna Janicijevic         | Émeline Dartron Margaux Rouvroy             |
| 26.7.   | Vejle                                                             | Johanne Christine Svendsen | Nicole Khirin Darja Viďmanová               |
| 26.7.   | Savitaipale                                                       | Elena Malõgina             | Marie Mettraux Valentina Ryser              |
| 26.7.   | Kairo                                                             | Leyre Romero Gormaz        | Schibek Qulambajewa Anastassija Suchotina   |

### August
| Datum 1 | Turnierort                                                        | Siegerin Einzel         | Siegerinnen Doppel                         |
| ------- | ----------------------------------------------------------------- | ----------------------- | ------------------------------------------ |
| 2.8.    | Pärnu                                                             | Kaia Kanepi             | Justina Mikulskytė Anna Sisková            |
| 2.8.    | Pescara                                                           | Anastasia Grymalska     | Cristina Dinu Ioana Loredana Roșca         |
| 2.8.    | Bydgoszcz                                                         | Nastasja Schunk         | Carolina M. Alves Iryna Schymanowitsch     |
| 2.8.    | Monastir                                                          | Olga Helmi              | Tiphanie Fiquet Akvilė Paražinskaitė       |
| 2.8.    | Kairo                                                             | Tina Nadine Smith       | Schibek Qulambajewa Sandra Samir           |
| 2.8.    | Frederiksberg                                                     | Michaela Bayerlová      | Priska Madelyn Nugroho Naho Satō           |
| 9.8.    | Landisville Koser Jeweler Tennis Challenge 2021                   | Nuria Párrizas Díaz     | Hanna Chang Alexa Glatch                   |
| 9.8.    | San Bartolomé de Tirajana ITF World Tennis Tour Gran Canaria 2021 | Arantxa Rus             | Elina Awanessjan Oxana Selechmetjewa       |
| 9.8.    | Radom                                                             | Lucrezia Stefanini      | Mana Kawamura Funa Kozaki                  |
| 9.8.    | Koksijde                                                          | Mirjam Björklund        | Lina Gjorcheska Walerija Strachowa         |
| 9.8.    | Bratislava                                                        | Darja Semeņistaja       | Chantal Škamlová Radka Zelníčková          |
| 9.8.    | Monastir                                                          | Ayumi Koshiishi         | Tiphanie Fiquet Akvilė Paražinskaitė       |
| 16.8.   | San Bartolomé de Tirajana ITF World Tennis Tour Maspalomas 2021   | Arantxa Rus             | Arianne Hartono Olivia Tjandramulia        |
| 16.8.   | Ourense                                                           | Jaimee Fourlis          | Lee Ya-hsuan Jekaterina Jaschina           |
| 16.8.   | Oldenzaal                                                         | Jang Su-jeong           | Kanako Morisaki Erika Sema                 |
| 16.8.   | Vrnjačka Banja                                                    | Cristina Dinu           | Carolina M. Alves Andrea Gámiz             |
| 16.8.   | Monastir                                                          | Ayumi Koshiishi         | Jazmín Ortenzi Jekaterina Reingold         |
| 16.8.   | Villach                                                           | Anna Turati             | Melania Delai Pia Lovrič                   |
| 16.8.   | Erwitte                                                           | Julia Middendorf        | Katharina Hering Natalia Siedliska         |
| 23.8.   | Přerov Zubr Cup 2021                                              | Linda Nosková           | Carolina M. Alves Sarah Beth Grey          |
| 23.8.   | Verbier Verbier Open 2021                                         | Ylena In-Albon          | Erika Andrejewa Jekaterina Makarowa        |
| 23.8.   | Almaty                                                            | Iryna Schymanowitsch    | Nigina Abduraimova Darja Mischina          |
| 23.8.   | Braunschweig Braunschweig Women’s Open 2021                       | Nastasja Schunk         | Katharina Hobgarski Walerija Strachowa     |
| 23.8.   | Vigo                                                              | Olivia Gadecki          | Alicia Barnett Olivia Gadecki              |
| 23.8.   | Chornomorsk                                                       | Darja Semeņistaja       | Wiktorija Petrenko Anastassija Solotarjowa |
| 23.8.   | Wanfercée-Baulet                                                  | Sofia Samavati          | Emily Arbuthnott Chelsea Vanhoutte         |
| 23.8.   | Bad Waltersdorf                                                   | Antonia Ružić           | Ku Yeon-woo Priska Madelyn Nugroho         |
| 23.8.   | Monastir                                                          | Moyuka Uchijima         | Ingrid Gamarra Martins Jazmín Ortenzi      |
| 30.8.   | Collonge-Bellerive TCCB Open 2021                                 | Beatriz Haddad Maia     | Amina Anschba Anastassija Gassanowa        |
| 30.8.   | Prag Kuchyně Gorenje Prague Open 2021                             | Magdalena Fręch         | Miriam Kolodziejová Jesika Malečková       |
| 30.8.   | Marbella                                                          | Park So-hyun            | Yvonne Cavalle-Reimers Ángela Fita Boluda  |
| 30.8.   | Wien Ladies Open Vienna 2021                                      | Cristina Dinu           | Carolina M. Alves Martyna Kubka            |
| 30.8.   | Triest                                                            | Tara Würth              | Andreea Prisăcariu Nika Radišić            |
| 30.8.   | Kairo                                                             | Anastassija Solotarjowa | Giorgia Pinto Gaia Squarcialupi            |
| 30.8.   | Aix-en-Provence                                                   | Gaëlle Desperrier       | Julie Belgraver Léa Tholey                 |
| 30.8.   | Monastir                                                          | Moyuka Uchijima         | Ma Yexin Moyuka Uchijima                   |

### September
| Datum 1 | Turnierort                                           | Siegerin Einzel            | Siegerinnen Doppel                               |
| ------- | ---------------------------------------------------- | -------------------------- | ------------------------------------------------ |
| 6.9.    | Montreux Elle Spirit Open 2021                       | Beatriz Haddad Maia        | Estelle Cascino Camilla Rosatello                |
| 6.9.    | Saint-Palais-sur-Mer                                 | Amandine Hesse             | Anna Danilina Walerija Strachowa                 |
| 6.9.    | Frýdek-Místek                                        | Panna Udvardy              | Kanako Morisaki Erika Sema                       |
| 6.9.    | Leiria                                               | Jessika Ponchet            | Carolina M. Alves Anastassija Tichonowa          |
| 6.9.    | Warna                                                | Darja Mischina             | Georgia Crăciun Oana Gavrilă                     |
| 6.9.    | Kairo                                                | Lamis Alhussein Abdel Aziz | Mariam Dalakischwili Wiktorija Petrenko          |
| 6.9.    | Monastir                                             | Ma Yexin                   | Choi Ji-hee Jeong Yeong-won                      |
| 6.9.    | Ibagué                                               | Thaisa Grana Pedretti      | Romina Ccuno Maria Camila Torres Murcia          |
| 13.9.   | Valencia BBVA Open Internacional de Valencia 2021    | Martina Trevisan           | Ysaline Bonaventure Ekaterine Gorgodse           |
| 13.9.   | Caldas da Rainha Portugal Ladies Open 2021           | Zheng Saisai               | Momoko Kobori Hiroko Kuwata                      |
| 13.9.   | Jablonec nad Nisou                                   | Jesika Malečková           | Lisa Pigato Andreea Roșca                        |
| 13.9.   | Medellín                                             | Emiliana Arango            | María Herazo González Laura Pigossi              |
| 13.9.   | Johannesburg                                         | Richèl Hogenkamp           | Eva Vedder Stéphanie Visscher                    |
| 13.9.   | Dijon                                                | Alina Granwehr             | Naïma Karamoko Xenia Knoll                       |
| 13.9.   | Monastir                                             | Anchisa Chanta             | Sharrmadaa Baluu Sravya Shivani Chilakalapudi    |
| 13.9.   | Melilla                                              | Luisa Meyer auf der Heide  | Caijsa Wilda Hennemann Ku Yeon-woo               |
| 13.9.   | Kairo                                                | Anastassija Solotarjowa    | Jekaterina Wischnewskaja Anastassija Solotarjowa |
| 13.9.   | Sosopol                                              | Chiara Catini              | Katarína Kužmová Jekaterina Reingold             |
| 20.9.   | Wiesbaden Wiesbaden Tennis Open 2021                 | Anna Bondár                | Anna Bondár Lara Salden                          |
| 20.9.   | Valencia Open Ciudad de Valencia 2021                | Arantxa Rus                | Aliona Bolsova Zadoinov Andrea Gámiz             |
| 20.9.   | Santarém                                             | Raluca Șerban              | Marie Benoît Eden Silva                          |
| 20.9.   | Fort Worth                                           | Kaia Kanepi                | Sophie Chang Amy Zhu                             |
| 20.9.   | Johannesburg                                         | Alina Tscharajewa          | Jenny Dürst Nina Stadler                         |
| 20.9.   | Monasti                                              | Olga Helmi                 | Ma Yexin Jekaterina Reingold                     |
| 20.9.   | Kairo                                                | Anastassija Solotarjowa    | Jasmijn Gimbrère Demi Tran                       |
| 20.9.   | Cancún                                               | Anna Rogers                | María José Portillo Ramírez Victoria Rodríguez   |
| 27.9.   | Le Neubourg ITF Féminin Le Neubourg 80.000$+H 2021   | Mihaela Buzărnescu         | Robin Anderson Amandine Hesse                    |
| 27.9.   | Berkeley Berkeley Tennis Club Women’s Challenge 2021 | Usue Maitane Arconada      | Sophie Chang Angela Kulikov                      |
| 27.9.   | Budapest                                             | Réka Luca Jani             | Caijsa Wilda Hennemann Dorka Drahota-Szabó       |
| 27.9.   | Pretoria                                             | Zoë Kruger                 | Amina Anschba Elizabeth Mandlik                  |
| 27.9.   | Lissabon                                             | Irene Burillo Escorihuela  | Yvonne Cavalle-Reimers Ángela Fita Boluda        |
| 27.9.   | Cancún                                               | Lettland                   | Anna Rogers Christina Rosca                      |
| 27.9.   | Monastir                                             | Ayla Aksu                  | Yasmine Mansouri Jekaterina Reingold             |
| 27.9.   | Lubbock                                              | Adriana Reami              | Tiphanie Fiquet Fernanda Labraña                 |
| 27.9.   | Kairo                                                | Anastassija Solotarjowa    | Jasmijn Gimbrère Lian Tran                       |